# غراي بارتليت
غراي بارتليت (بالإنجليزية: Gray Bartlett)‏ هو كاتب أغاني نيوزلندي، ولد في 22 يوليو 1942 في أوكلاند في نيوزيلندا.